# Terunofuji Haruo
Terunofuji Haruo (jap. 照ノ富士 春雄 Terunofuji Haruo); właściwie Gantulgyn Gan-Erdene (mong. Гантулгын Ган-Эрдэнэ); ur. 29 listopada 1991 roku w Ułan Bator (Mongolia) – naturalizowany w Japonii mongolski profesjonalny zapaśnik sumo, yokozuna.
Będąc zrzeszonym w „stajni” Isegahama, w styczniu 2011 roku zaczął rywalizować w profesjonalnej lidze sumo. W swoim debiucie jako sekitori we wrześniu 2013 roku zdobył mistrzostwo drugiej dywizji jūryō. W maju 2015 roku zdobył mistrzostwo najwyższej dywizji makuuchi, zaledwie 25 turniejów po swoim profesjonalnym debiucie. Pod względem szybkości awansu na najwyższe miejsce w rozgrywkach był trzecim „najszybszym” zawodnikiem w historii. Wyprzedzili go jedynie Akinori Asashōryū i Kōji Takanohana, którym udała się ta sztuka po 23 turniejach od debiutu. To przyniosło mu tytuł ōzeki (druga najwyższa ranga w sumo).
Dobrą passę Terunofuji przerwała kontuzja kolana i inne problemy zdrowotne. Kilkukrotnie skutecznie obronił się przed odebraniem rangi ōzeki, ostatecznie jednak, po turnieju we wrześniu 2017 r., został zdegradowany. Po długiej przerwie z powodu kontuzji, w marcu 2019 r. spadł do drugiej najniższej dywizji jonidan, ale w następnym roku powrócił do dywizji makuuchi, jako jedyny zapaśnik w historii, który tego dokonał z tak niskiej rangi. W lipcu 2020 r. Terunofuji wygrał swój „powrotny” turniej w najwyższej klasie rozgrywkowej. Drugi awans do ōzeki zdobył po trzecim zwycięstwie w mistrzostwach w marcu 2021 r., po czym natychmiast zdobył kolejne mistrzostwo turniejowe w maju 2021 r. W lipcu 2021 r., po zdobyciu drugiego miejsca w turnieju najwyższej rangi rozgrywek, został awansowany na 73. yokozunę historii sumo. Komentator sportowy sumo, John Gunning, uznał powrót Terunofuji za „wydarzenie bez precedensu w historii sumo.”
17 stycznia 2025 r. Terunofuji zdecydował się na odejście na emerutyrę. 